# ژلکا سوویانوویچ
ژلیکا تسویانوویچ (née گرابوواتس؛ سیریلیک صربی: Жељка Цвијановић، تلفظ‌شده به صورت [ʒê:ʎka tsʋijǎ:noʋitɕ]؛ زادهٔ ۴ مارس ۱۹۶۷) یک سیاستمدار صرب بوسنیایی است که از سال ۲۰۲۲ به‌عنوان هشتمین و عضو فعلی صرب ریاست‌جمهوری بوسنی و هرزگوین فعالیت می‌کند. او همچنین از نوامبر ۲۰۲۴ ریاست دوره‌ای این نهاد را برعهده دارد. پیش‌تر، وی از ۲۰۱۸ تا ۲۰۲۲ نهمین رئیس‌جمهور جمهوری صربسکا بود.
به‌عنوان یکی از اعضای اتحاد سوسیال‌دموکرات‌های مستقل، تسویانوویچ از سال ۲۰۱۳ تا ۲۰۱۸ یازدهمین نخست‌وزیر جمهوری صربسکا بود. در انتخابات سراسری جمهوری صربسکا (۲۰۱۸)، او به‌عنوان رئیس‌جمهور جمهوری صربسکا انتخاب شد و از ۱۹ نوامبر ۲۰۱۸ به این سمت رسید.
در انتخابات سراسری بوسنی و هرزگوین (۲۰۲۲), تسویانوویچ به‌عنوان عضو صرب ریاست‌جمهوری بوسنی و هرزگوین انتخاب شد و نخستین زن عضو این نهاد از پایان جنگ بوسنی به‌شمار می‌رود. او در ۱۶ نوامبر ۲۰۲۲ سوگند یاد کرد.

## زندگی اولیه و تحصیلات
تسویانوویچ با نام اصلی ژلیکا گرابوواتس در تسلیچ، واقع در بوسنی و هرزگوین امروزی در ۴ مارس ۱۹۶۷ زاده شد. پیش از ورود به سیاست تمام‌وقت، معلم زبان انگلیسی بود. او در دانشکده علوم انسانی، دانشگاه سارایوو، دانشکده فلسفه بانیا لوکا و دانشکده حقوق بانیا لوکا تحصیل کرد. وی استاد زبان و ادبیات انگلیسی است و مدرک کارشناسی‌ارشد در رشتهٔ حقوق دیپلماتیک و کنسولی از دانشکده حقوق بانیا لوکا با پایان‌نامه‌ای با عنوان «وضعیت بین‌المللی و حقوقی اتحادیه اروپا» دارد.

## حرفه
تسویانوویچ به‌عنوان معلم زبان انگلیسی، مترجم ارشد و دستیار در هیئت نظارت اتحادیه اروپا در بوسنی و هرزگوین فعالیت کرد. سپس مشاور امور ادغام اروپایی و همکاری با سازمان‌های بین‌المللی برای نخست‌وزیر جمهوری صربسکا میلوراد دودیک بود؛ همچنین رئیس دفتر نخست‌وزیر و مدیر واحد هماهنگی و ادغام اروپایی بود.
در دورهٔ پارلمانی ۲۰۱۰–۲۰۱۴، او عضو خبره خارجی کمیته ادغام اروپایی و همکاری منطقه‌ای مجلس ملی جمهوری صربسکا بود. در ۲۹ دسامبر ۲۰۱۰، به‌عنوان وزیر امور اقتصادی و همکاری منطقه‌ای در دولت جمهوری صربسکا به نخست‌وزیری الکساندار ژومبیچ منصوب شد. در ۱۲ مارس ۲۰۱۳، به‌عنوان نخست‌وزیر جمهوری صربسکا جانشین ژومبیچ شد و نخستین زنی بود که به این سمت رسید.
در انتخابات سراسری بوسنی و هرزگوین (۲۰۱۴), تسویانوویچ به‌عنوان نامزد ائتلاف حاکم SNSD-DNS-SP برای عضویت صرب در ریاست‌جمهوری بوسنی و هرزگوین شرکت کرد. او با اختلاف اندکی به نامزد اپوزیسیون ملادن ایوانیچ (PDP) باخت، اما مجدداً به‌عنوان نخست‌وزیر جمهوری صربسکا در پانزدهمین کابینه منصوب شد.
در انتخابات سراسری بوسنی و هرزگوین (۲۰۱۸), تسویانوویچ به‌عنوان رئیس‌جمهور جمهوری صربسکا انتخاب شد و از ۱۹ نوامبر ۲۰۱۸ به‌طور رسمی این سمت را برعهده گرفت. در ۱۵ نوامبر ۲۰۲۲، میلوراد دودیک جانشین او در مقام رئیس‌جمهور جمهوری صربسکا شد.
در ۱۱ آوریل ۲۰۲۲، تسویانوویچ و میلوراد دودیک، عضو صرب ریاست‌جمهوری بوسنی، از سوی بریتانیا به‌دلیل تلاش برای تضعیف مشروعیت بوسنی و هرزگوین تحریم شدند. لیز تراس، وزیر امور خارجه بریتانیا اعلام کرد که دودیک و تسویانوویچ «عامدانه در حال تضعیف صلح به‌سختی به‌دست‌آمده در بوسنی و هرزگوین هستند. رفتار بی‌پروا و تحت‌تأثیر ولادیمیر پوتین آن‌ها، ثبات و امنیت بالکان را تهدید می‌کند.»

## ریاست‌جمهوری (۲۰۲۲–تاکنون)

### انتخابات سراسری ۲۰۲۲
در ۱ ژوئیه ۲۰۲۲، ژلیکا سیویانوویچ نامزدی خود را برای انتخابات سراسری بوسنی و هرزگوین (۲۰۲۲) اعلام کرد. او برای عضویت در ریاست‌جمهوری بوسنی و هرزگوین به عنوان نمایندهٔ صرب‌ها نامزد شد.
در انتخابات سراسری که در ۲ اکتبر ۲۰۲۲ برگزار شد، او با کسب ۵۱٫۶۵٪ آرا به ریاست‌جمهوری راه یافت و نخستین زن عضو این نهاد پس از جنگ بوسنی شد. نامزد حزب دموکرات صرب، میرکو شاروویچ، با ۳۵٫۴۵٪ آرا در جایگاه دوم قرار گرفت.

### دوران ریاست
سیویانوویچ در ۱۶ نوامبر ۲۰۲۲ به همراه دنیس بچیروویچ (عضو جدید) و ژلیکو کومشیچ (عضو بازانتخاب‌شده) سوگند یاد کرد.
پس از انتخابات ۲۰۲۲، ائتلافی متشکل از اتحاد سوسیال‌دموکرات‌های مستقل، اتحادیه دموکراتیک کروات‌های بوسنی و هرزگوین و ائتلاف لیبرال ترویکا تشکیل شد. آن‌ها بر سر ایجاد دولت بوریانا کریشتو توافق کردند و بوریانا کریشتو به عنوان رئیس شورای وزیران معرفی شد. ریاست‌جمهوری در ۲۲ دسامبر رسماً او را به عنوان رئیس منتخب معرفی کرد؛ سیویانوویچ و بچیروویچ رأی موافق دادند، در حالی که کومشیچ مخالفت کرد.
در ۳۱ ژوئیه ۲۰۲۳، دفتر کنترل سرمایه‌های خارجی ایالات متحده سیویانوویچ را تحت فرمان اجرایی ۱۴۰۳۳ به دلیل تهدید صلح، امنیت، همکاری منطقه‌ای و تضعیف توافق‌نامه دیتون، تحریم کرد.

#### سیاست خارجی

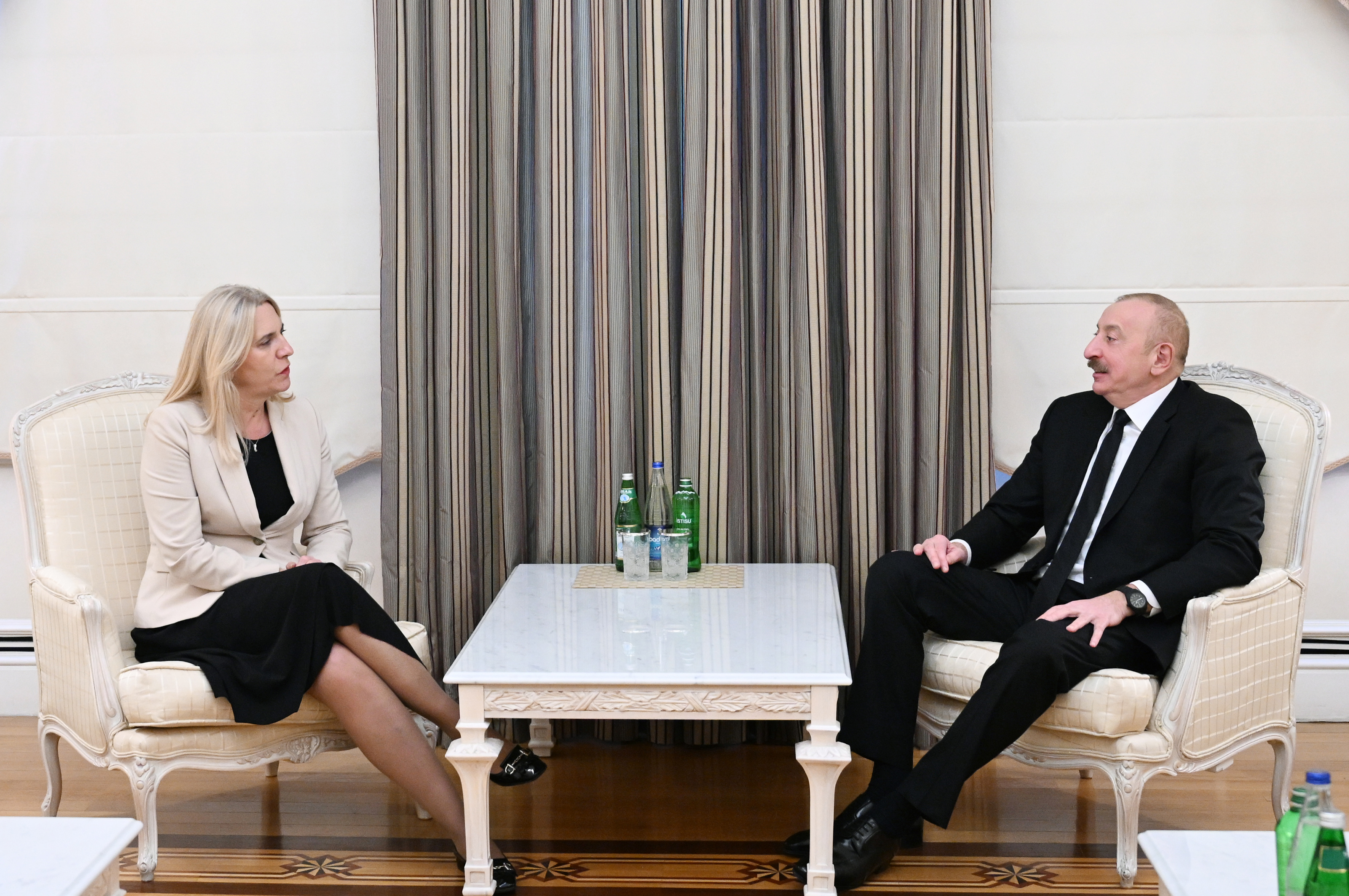
سیویانوویچ در دیدار با رئیس‌جمهور آذربایجان الهام علی‌اف، ۱۳ مارس ۲۰۲۵

در ۹ نوامبر ۲۰۲۳، سیویانوویچ طی سفر رسمی به فرانسه با رئیس‌جمهور امانوئل مکرون دیدار کرد. در این دیدار روابط دوجانبه و اجرای اصلاحات اقتصادی مورد بحث قرار گرفت.
در ژانویه ۲۰۲۴، سیویانوویچ در نوزدهمین اجلاس جنبش عدم تعهد در کامپالا، اوگاندا شرکت کرد و اظهار داشت: «سیاست عدم تعهد به وضوح آزمون زمان را پشت سر گذاشته و اصول و ارزش‌های آن همچنان در جهان امروز همانند شصت سال پیش، مورد نیاز است.»

##### اتحادیه اروپا
در ۱۵ دسامبر ۲۰۲۲، بوسنی و هرزگوین از سوی اتحادیه اروپا به عنوان کشور نامزد برای پیوستن به اتحادیه اروپا به رسمیت شناخته شد؛ تصمیمی که مورد حمایت سیویانوویچ قرار گرفت.
در ۸ فوریه ۲۰۲۴، ریاست‌جمهوری به‌طور متفق‌القول تصمیم به آغاز مذاکرات با فرانتکس گرفت که یکی از شروط کلیدی کشور برای گشایش مذاکرات عضویت در اتحادیه اروپا بود. در ۲۱ مارس ۲۰۲۴، در اجلاس بروکسل، رهبران ۲۷ کشور عضو شورای اروپا به اتفاق آرا با آغاز مذاکرات عضویت بوسنی و هرزگوین در اتحادیه اروپا موافقت کردند، پس از آنکه شورای وزیران بوسنی و هرزگوین دو قانون اروپایی دیگر را تصویب کرد. قرار است مذاکرات با انجام اصلاحات بیشتر آغاز شود.